# Mastacembelus greshoffi
Mastacembelus greshoffi är en fiskart som beskrevs av Boulenger, 1901. Mastacembelus greshoffi ingår i släktet Mastacembelus och familjen Mastacembelidae. IUCN kategoriserar arten globalt som livskraftig. Inga underarter finns listade i Catalogue of Life.